# LynxOS
LynxOS RTOS to uniksowy system autorstwa LynuxWorks (wcześniej: "Lynx Real-Time Systems"). Czasami znany jako System Operacyjny Lynx, LynxOS zaopatrzony jest w przenośny interfejs systemu operacyjnego (POSIX) i w większą kompatybilność z oprogramowaniem zaprojektowanym pod jądro Linux. System ten jest używany w lotnictwie, wojsku, telekomunikacji.
Pierwsze wersje LynxOS zostały napisane w 1986 w Dallas (Teksas) i zaprojektowane z myślą o procesorze Motorola 68010. W 1988-1989, LynxOS został przystosowany do architektury procesora Intel 80386. ARM i PowerPC są również obsługiwane. Około 1989, została dodana kompatybilność ABI z SVR3. 
W 2003, LynuxWorks wprowadził specjalną wersję LynxOS-178, przeznaczoną do użytku w aplikacjach lotniczych, które wymagają certyfikatów (w standardach przemysłowych) takich jak DO-178B.
Grupa dyskusyjna (Usenet): comp.os.lynx jest poświęcona dyskusji na temat systemu LynxOS.